# Mashlūsh
Mashlūsh (persiska: مشلوش) är en ort i Iran.   Den ligger i provinsen Khuzestan, i den centrala delen av landet, 500 km söder om huvudstaden Teheran. Mashlūsh ligger 110 meter över havet och antalet invånare är 268.
Terrängen runt Mashlūsh är platt, och sluttar söderut.  Runt Mashlūsh är det ganska tätbefolkat, med 58 invånare per kvadratkilometer. Närmaste större samhälle är Rāmhormoz, 15,4 km norr om Mashlūsh. Omgivningarna runt Mashlūsh är i huvudsak ett öppet busklandskap.